# Maicon (football, mai 1988)
Pour les articles homonymes, voir Maicon, Pereira et Oliveira.
Maicon Pereira de Oliveira dit Maicon, né le 8 mai 1988 à Rio de Janeiro et mort le 8 février 2014 à Donetsk, est un footballeur brésilien. Il évolue au poste d'attaquant de la fin des années 2000 au milieu des années 2010.

## Biographie
Après des débuts au Brésil, il rejoint l'Ukraine et joue notamment au Volyn Lutsk et au FC Chakhtar Donetsk.
Il meurt dans un accident de voiture, le 8 février 2014.

## Palmarès
- Champion d'Ukraine en 2013 avec le Chakhtar Donetsk
- Vainqueur de la Coupe de Roumanie en 2011 avec le Steaua Bucarest